# Coenotephria taczanowskiaria
Coenotephria taczanowskiaria là một loài bướm đêm trong họ Geometridae.